# Ciżmówka wąskocystydowa
Ciżmówka wąskocystydowa (Crepidotus stenocystis Pouzar) – gatunek grzybów należący do rodziny ciżmówkowatych (Crepidotaceae).

## Systematyka i nazewnictwo
Pozycja w klasyfikacji według Index Fungorum: Crepidotus, Crepidotaceae, Agaricales, Agaricomycetidae, Agaricomycetes, Agaricomycotina, Basidiomycota, Fungi.
Po raz pierwszy opisał go w 2005 r. Zdeněk Pouzar w Czechach na leżących na ziemi pniach świerka. Jest holotyp. Nazwę polską zarekomendowała Komisja ds. Polskiego Nazewnictwa Grzybów przy Polskim Towarzystwie Mykologicznym w 2025 r.

## Morfologia
Morfologicznie występujący w Europie Crepidotus stenocystis jest bardzo podobny do występującego w Ameryce Północnej gatunku Crepidotis brunnescens. Obydwa charakteryzują się kulistymi lub niemal kulistymi bazydiosporami, obecnością sprzążek we wszystkich częściach grzyba i butelkowatymi lub kolbowatymi cheilocystydami. Mają podobny, higrofaniczny kapelusz, nagi lub biało-włóknisty, początkowo biały, ale z wiekiem sbrązowiejący. Analiza filogenetyczna potwierdziła jednak, że są to dwa odrębne gatunki. C. brunnescens jest bliżej spokrewniony z ciżmówką rzęsocystydową (Crepidotus malachioides), C. stenocystis zaś z ciżmówką płaską (Crepidotus applanatus). C. stenocystis różni się od C. brunnescens bardziej widoczną ornamentacją zarodników i dłuższymi cheilocystydami, które często są wąsko-workowate. Na podstawie zbadanego materiału i opublikowanych danych wydaje się, że C. stenocystis jest rozpowszechniony w całej Europie i nie występuje w Ameryce Północnej, podczas gdy C. brunnescens jest znany tylko z Michigan w USA.

## Występowanie i siedlisko
Podano stanowiska w niektórych krajach Europy. W Polsce podano jego stanowiska po raz pierwszy w 2015 roku.
Nadrzewny Grzyb saprotroficzny.